# Lijst van gemeentelijke monumenten in Gouda N t/m Z

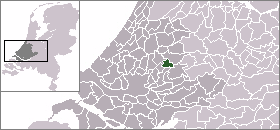
Gouda

Deze lijst geeft een overzicht van de gemeentelijke monumenten in de stad Gouda. In 2018 had Gouda 880 gemeentelijke monumenten. Meer afbeeldingen daarvan zijn te vinden in de categorie Gemeentelijke monumenten in Gouda op Wikimedia Commons. Zie voor de overige gemeentelijke monumenten Lijsten van gemeentelijke monumenten in Gouda en voor de rijksmonumenten de Lijst van rijksmonumenten in Gouda.

## Lijst van gemeentelijke monumenten in Gouda N t/m Z
| Object | Bouwjaar                           | Architect                                                  | Locatie                                     | Coördinaten                  | Nr.         | Afbeelding |
| --- | ---------------------------------- | ---------------------------------------------------------- | ------------------------------------------- | ---------------------------- | ----------- | --- |
| Rioolgemaal | 1936                               |                                                            | Noothoven van Goorstraat 3 rioolgemaal      | 52° 0' 60" NB, 4° 42' 42" OL | GM 0513/871 | Rioolgemaal |
| Dubbel woonhuis | Ongeveer 1930                      |                                                            | Oudebrugweg 3, 5                            | 52° 0' 19" NB, 4° 43' 13" OL | GM 0513/619 | Meer afbeeldingen |
| Bedrijfspand, voormalig kaaspakhuis | 1860-1900                          |                                                            | Oudebrugweg 8                               | 52° 0' 20" NB, 4° 43' 13" OL | GM 0513/856 | Bedrijfspand, voormalig kaaspakhuis |
| Dijkwoning | Ongeveer 1875 - 1900               |                                                            | Oudebrugweg 9                               | 52° 0' 22" NB, 4° 43' 12" OL | GM 0513/667 | Dijkwoning |
| Bedrijfspand | Ongeveer 1900                      |                                                            | Oudebrugweg 10                              | 52° 0' 21" NB, 4° 43' 13" OL | GM 0513/620 | Bedrijfspand |
| Dijkwoning met rode bakstenen lijstgevel, een afgeknot schilddak en vier schoorstenen met rookkappen. | Ongeveer 1875 - 1900               |                                                            | Oudebrugweg 11                              | 52° 0' 22" NB, 4° 43' 11" OL | GM 0513/621 | Dijkwoning met rode bakstenen lijstgevel, een afgeknot schilddak en vier schoorstenen met rookkappen. |
| Oude Begraafplaats Gouda | 1832                               |                                                            | Prins Hendrikstraat/Vorstmanstraat          |                              | GM 0513/594 | Meer afbeeldingen |
| Twee woonhuizen met erker in sobere Jugendstil stijl |                                    |                                                            | Piersonweg 1-2                              | 52° 0' 50" NB, 4° 42' 12" OL | GM 0513/800 | Twee woonhuizen met erker in sobere Jugendstil stijl |
| Twee woonhuizen in sobere Jugendstil stijl | 1910                               |                                                            | Piersonweg 3-4                              | 52° 0' 51" NB, 4° 42' 12" OL | GM 0513/803 | Meer afbeeldingen |
| Vier woonhuizen in Amsterdamse School stijl | 1927                               |                                                            | Piersonweg 5, 6, 7, 8                       | 52° 0' 51" NB, 4° 42' 11" OL | GM 0513/804 | Meer afbeeldingen |
| Reeuwijks verlaat, driewegsluis, bestaande uit sluiskolk, inlaten en terreinaanleg. Op het terrein bevindt zich verder een gemaal en een molenstomp met opbouw. | 1868                               |                                                            | Reeuwijkse Verlaat, nabij Burgvlietkade 103 | 52° 1' 21" NB, 4° 43' 12" OL | GM 0513/819 | Meer afbeeldingen |
| Vrijstaand woonhuis met Neorenaissance kenmerken | Ongeveer 1908 - 1910               |                                                            | Ridder van Catsweg 65                       | 52° 1' 19" NB, 4° 42' 29" OL | GM 0513/735 | Vrijstaand woonhuis met Neorenaissance kenmerken |
| Vrijstaand woonhuis met Neorenaissance kenmerken en een gevelsteen met de tekst: Eerste steen gelegd door Hillegonda van den Steenhoven, 18 maart 1914. | 1914                               |                                                            | Ridder van Catsweg 67                       | 52° 1' 20" NB, 4° 42' 28" OL | GM 0513/736 | Vrijstaand woonhuis met Neorenaissance kenmerken en een gevelsteen met de tekst: Eerste steen gelegd door Hillegonda van den Steenhoven, 18 maart 1914. |
| Vaste particuliere brug naar Ridder van Catsweg 244, 244a en 244b. Brug met een monoliet gewapend betonnen constructie en met uit baksteen opgemetselde zijmuren. | 1927                               |                                                            | bij Ridder van Catsweg 244, 244a en 244b    |                              | GM 0513/805 | Vaste particuliere brug naar Ridder van Catsweg 244, 244a en 244b. Brug met een monoliet gewapend betonnen constructie en met uit baksteen opgemetselde zijmuren. |
| Ophaalbrug met Jugendstil kenmerken. Witte welijzeren brug met houten rijvloer, aan een zijde scharnierend aan het landhoofd, aan de andere zijde bevestigd met zwarte kettingen aan de brugleuningen en de balanspriemen. |                                    |                                                            | Bij Ridder van Catsweg 246                  | 52° 1' 22" NB, 4° 42' 31" OL | GM 0513/744 | Ophaalbrug met Jugendstil kenmerken. Witte welijzeren brug met houten rijvloer, aan een zijde scharnierend aan het landhoofd, aan de andere zijde bevestigd met zwarte kettingen aan de brugleuningen en de balanspriemen. |
| Vrijstaand woonhuis in chaletstijl | Ongeveer 1910 - 1915               |                                                            | Ridder van Catsweg 248                      | 52° 1' 22" NB, 4° 42' 30" OL | GM 0513/806 | Vrijstaand woonhuis in chaletstijl |
| Zeven arbeiderswoningen, voormalige dienstwoningen bij de Julianasluis in de traditionele stijl | 1936                               | Provinciale Waterstaat in Zuid-Holland                     | Sluisdijk 1 t/m 7                           | 52° 0' 1" NB, 4° 41' 31" OL  | GM 0513/821 | Meer afbeeldingen |
| Woonblok en (voormalige) autoshowroom in de bouwstijl van de nieuwe zakelijkheid met samengesteld schilddak, overstekende dakgoot, erker, luifel, loggia, glas-in-loodramen en reclametoren met glazen lichtbakken in stalen constructie met de namen Bedford. Vauxhall en MG. | 1933/1935                          | Dirk Stuurman                                              | Spoorstraat 6, 6a, 8, 10                    | 52° 0' 59" NB, 4° 42' 35" OL | GM 0513/488 | Meer afbeeldingen |
| Stearine Kaarsenfabriek (Gouda),(nu Croda International) Hoofdgebouw met rode bakstenen gevel, plat dak, blinde segmentbogen met aanzet- en sluitstenen, gevel met medaillon (het medaillon bevat een portret in hoogreliëf van de Franse scheikundige Michel Eugène Chevreuil) en tuitstuk, arkels op de hoeken van de gevels en verder een gevelbeëindiging met rondboogtracering.                                                                                       | 1897, verbouwd in 1906, 1911, 1918 | onbekend (1897), Michiel Brinkman (1918)                   | Buurtje 3                                   |                              | GM 0513/878 | Meer afbeeldingen |
| Stearine Kaarsenfabriek (Gouda). Kantoorgebouw Viruly in sobere expressionisme met rode bakstenen gevel, afgeschuinde hoek met hoofdentree, gevelbeëindiging met de tekst: ANNO 1917 en T P VIRULY & CO en een plat dak | 1917                               | Granpré Molière & Verhagen Architecten                     | Buurtje 3                                   |                              | GM 0513/879 | Meer afbeeldingen |
| Stearine Kaarsenfabriek (Gouda). Loods, voormalige scheepsbouwloods van scheepswerf 'Het Kromhout' In 1916 werd het overgenomen door NV Stearine Kaarsenfabriek Gouda en in gebruik genomen voor de waterbehandeling. De loods met donkerrode baksteen gevels is traditioneel gebouwd, met acht getoogde vensters, houten gordingenkap en een zadeldak. | 1900-1916                          |                                                            | Schielands Hoge Zeedijk 3                   |                              | GM 0513/880 | Meer afbeeldingen |
| Stearine Kaarsenfabriek (Gouda). Fabrieksmuur, restant. Gemetselde fabrieksmuur in de expressionistische stijl, circa 40 meter lang en 2 meter hoog, met twee loodrechte en een ronde hoek, in donkerrode baksteen en in staand verband, afgedekt met gebakken tegels. Het siermetselwerk bestaat uit blokverband en enkele geprofileerde gemetselde pijlers. | 1919                               | Michiel Brinkman                                           | Buurtje 1                                   |                              | GM 0513/881 | Meer afbeeldingen |
| Stearine Kaarsenfabriek (Gouda). Fabrieksschoorsteen, de nu vrijstaande schoorsteen maakte oorspronkelijk onderdeel uit van een ketelhuis. De schoorsteen met ronde schacht, was 50 meter hoog, is later ingekort, de voet heeft een diameter van 3 meter, de kop van 2,20 meter. Opgebouwd uit rode baksteen met enkele ijzeren banden, stijgbeugels en rustbeugels, openingen voor de luchttoevoer, een stalen luik en een dichtgemetseld rechthoekig uitgemetseld deel. | 1965                               | J.W.L. technische afdeling van de fabriek Gouda-Apollo     | Schielands Hoge Zeedijk 2                   |                              | GM 0513/882 | Meer afbeeldingen |
| Drie middenstandswoningen in Eclectische stijl | 1898                               |                                                            | Steijnkade 29,30,31                         | 52° 0' 60" NB, 4° 43' 21" OL | GM 0513/822 | Meer afbeeldingen |
| Vier woningen in eclectische stijl met gevelsteen en de tekst:De eerste steen gelegd 12-11 '04 door Nicolaas G.I.van Wingerden Geb 30-3-1902'. Verder een natuurstenen beeld, half in een nis, voorstellende een zittende uil. | 1904                               | G. van Wingerden                                           | Steijnkade 32,33,34,35                      | 52° 1' 0" NB, 4° 43' 20" OL  | GM 0513/823 | Meer afbeeldingen |
| Woonhuis in eclectische stijl met bakstenen gevel, rechts een risalend deel, inpandig portiek, segmentbogen met sluitsteen, boogvelden met geglazuurde tegels, uitgebouwd balkon met gesneden houten borstwering, gootlijst met gootblokken en een zadeldak | 1915                               |                                                            | Steijnkade 36                               | 52° 1' 1" NB, 4° 43' 20" OL  | GM 0513/840 | Woonhuis in eclectische stijl met bakstenen gevel, rechts een risalend deel, inpandig portiek, segmentbogen met sluitsteen, boogvelden met geglazuurde tegels, uitgebouwd balkon met gesneden houten borstwering, gootlijst met gootblokken en een zadeldak |
| Voormalig klooster van de Sacamentskerk in de traditionele stijl in gebruik als woonvoorziening. Het gebouw heeft een roodbruine bakstenen gevel in Noors verband, enkele lisenen, uitkragende gootlijst, portiek met gemetselde balustrade en een samengesteld zadeldak. | 1931                               | W. Ch. Ehlerdt, aannemer Th. J. van Dijk of Jac.P. Dessing | Tollensstraat 102                           | 52° 0' 18" NB, 4° 42' 2" OL  | GM 0513/824 | Voormalig klooster van de Sacamentskerk in de traditionele stijl in gebruik als woonvoorziening. Het gebouw heeft een roodbruine bakstenen gevel in Noors verband, enkele lisenen, uitkragende gootlijst, portiek met gemetselde balustrade en een samengesteld zadeldak. |
| Woonhuis in eclectische stijl met rode bakstenen gevel, geprofileerde raam- en deuromlijstingen, entree in een inpandige portiek met bovenlicht en betegelde geglazuurde stenen zijwanden, kroonlijst, mezzanino, tandlijst, geprofileerde lijst en een schilddak. |                                    |                                                            | Turfsingel 8                                | 52° 0' 26" NB, 4° 42' 26" OL | GM 0513/828 | Woonhuis in eclectische stijl met rode bakstenen gevel, geprofileerde raam- en deuromlijstingen, entree in een inpandige portiek met bovenlicht en betegelde geglazuurde stenen zijwanden, kroonlijst, mezzanino, tandlijst, geprofileerde lijst en een schilddak. |
| Voormalige Koninklijke Goudsche Machinale Garenspinnerij met kantoor/directeurswoning. De Garenspinnerij heeft in oktober 2013 de monumentale status verkregen. | 1916-1917                          | J.W.F. Hartkamp                                            | Turfsingel 31 en 34, Spinnerijpad 1         |                              | GM 0513/877 | Meer afbeeldingen |
| Vier woonhuizen in Art-Nouveau stijl | 1901                               | W. Vonk                                                    | Turfsingel 49,50,51,52                      | 52° 0' 33" NB, 4° 42' 12" OL | GM 0513/831 | Meer afbeeldingen |
| Woonhuis met gestucte lijstgevel en schijnvoegen, kroonlijst en een schilddak met rode Hollandse pannen. | 1850-1900                          |                                                            | Turfsingel 69                               | 52° 0' 38" NB, 4° 42' 10" OL | GM 0513/229 | Woonhuis met gestucte lijstgevel en schijnvoegen, kroonlijst en een schilddak met rode Hollandse pannen. |
| Herenhuis met bakstenen gevel en gestucte pilasters in vier traveeën, hardstenen borstwering, rondboogvensters met segmentbogen en sluitstenen, hoofdgestel met vijf consoles, kroonlijst met leeuwenkop fronton en een verhoogd plat dak met dakschilden. | Ongeveer 1875                      |                                                            | Turfsingel 70                               | 52° 0' 38" NB, 4° 42' 10" OL | GM 0513/230 | Meer afbeeldingen |
| Woonhuis in Neorenaissancestijl met bakstenen gevel en een mansardedak. Gevelopeningen met segmentbogen met aanzet- en sluitstenen, boogvelden met siertegels, bakstenen architraaf. Een fries met diamantkoppen, siermetselwerk en gestucte bollen. Bakgoot onderbroken door een driehoekige topgevel met voluten en een gestucte band. | Ongeveer 1900 - 1925               |                                                            | Turfsingel 73                               | 52° 0' 39" NB, 4° 42' 10" OL | GM 0513/711 | Woonhuis in Neorenaissancestijl met bakstenen gevel en een mansardedak. Gevelopeningen met segmentbogen met aanzet- en sluitstenen, boogvelden met siertegels, bakstenen architraaf. Een fries met diamantkoppen, siermetselwerk en gestucte bollen. Bakgoot onderbroken door een driehoekige topgevel met voluten en een gestucte band.                                                 |
| Woonhuis in Neorenaissancestijl met bakstenen gevel en speklagen met diamantkoppen en een mansardedak. Links een deur met bovenlicht. Rechts de entree met betegelde portiek en tongewelf. Enkele glas-in-loodbovenramen. Segmentbogen met aanzet- en sluitstenen met diamantkoppen, boogvelden en een bakstenen rechthoekige fries met tegels, een bakgoot en een driehoekige dakkapel.                                                                                   | Ongeveer 1875 - 1900               |                                                            | Turfsingel 75                               | 52° 0' 39" NB, 4° 42' 10" OL | GM 0513/712 | Woonhuis in Neorenaissancestijl met bakstenen gevel en speklagen met diamantkoppen en een mansardedak. Links een deur met bovenlicht. Rechts de entree met betegelde portiek en tongewelf. Enkele glas-in-loodbovenramen. Segmentbogen met aanzet- en sluitstenen met diamantkoppen, boogvelden en een bakstenen rechthoekige fries met tegels, een bakgoot en een driehoekige dakkapel. |
| Woonhuis in Neorenaissancestijl met gepleisterde ingezwenkte gevel, een zadeldak en een kroonlijst. Het pand werd in 1879 gewijzigd. | Ongeveer 1800                      |                                                            | Turfsingel 76                               | 52° 0' 39" NB, 4° 42' 10" OL | GM 0513/713 | Woonhuis in Neorenaissancestijl met gepleisterde ingezwenkte gevel, een zadeldak en een kroonlijst. Het pand werd in 1879 gewijzigd. |
| Boerderij Waterrijk type hallehuis met bakstenen gevel, een wolfsdak en brede goot. Verder twee uitbouwen, waaronder een boenhok, beiden met lessenaarsdak. | Ongeveer 1939 - 1940               |                                                            | Tweede Moordrechtse Tiendeweg 2             | 52° 0' 42" NB, 4° 41' 2" OL  | GM 0513/104 | Boerderij Waterrijk type hallehuis met bakstenen gevel, een wolfsdak en brede goot. Verder twee uitbouwen, waaronder een boenhok, beiden met lessenaarsdak. |
| Drie woonhuizen in Neorenaissance stijl met bakstenen banden, aanzet- en sluitstenen en pinakels met obelisken | 1912                               |                                                            | Voorwillenseweg 1-3-5                       | 52° 0' 54" NB, 4° 43' 23" OL | GM 0513/785 | Meer afbeeldingen |
| Dubbel woonhuis in eclectische stijl | 1903                               |                                                            | Voorwillenseweg 20,22                       | 52° 0' 53" NB, 4° 43' 59" OL | GM 0513/786 | Meer afbeeldingen |
| Portiek woning met bedrijfsruimte in Amsterdamse School stijl met granieten trap, drie zijdige erker, portiekvenster met glas in lood, uitgebouwd balkon met bakstenen borstwering, gevelbeëindiging met dubbele rollaag en afdekstenen en een mansardedak. | 1937                               | D. van Dam                                                 | Wachtelstraat 4, 4a                         | 52° 0' 39" NB, 4° 42' 8" OL  | GM 0513/801 | Portiek woning met bedrijfsruimte in Amsterdamse School stijl met granieten trap, drie zijdige erker, portiekvenster met glas in lood, uitgebouwd balkon met bakstenen borstwering, gevelbeëindiging met dubbele rollaag en afdekstenen en een mansardedak. |
| Hoekhuis met gepleisterde gevel, tentdak en een uitkragende daklijst. | 1900                               |                                                            | Wachtelstraat 18                            |                              | GM 0513/807 | Hoekhuis met gepleisterde gevel, tentdak en een uitkragende daklijst. |
| Woonhuis met gepleisterde lijstgevel met ingezwenkte hoeken, twee muurankers en een uitkragende daklijst. | 1900                               |                                                            | Wachtelstraat 19                            |                              | GM 0513/808 | Woonhuis met gepleisterde lijstgevel met ingezwenkte hoeken, twee muurankers en een uitkragende daklijst. |
| Woonhuis met gepleisterde lijstgevel met ingewenkte hoeken en aan beide kanten een voluut en een zadeldak | 1800-1900                          |                                                            | Wachtelstraat 20                            | 52° 0' 39" NB, 4° 42' 7" OL  | GM 0513/809 | Woonhuis met gepleisterde lijstgevel met ingewenkte hoeken en aan beide kanten een voluut en een zadeldak |
| Woonhuis met gepleisterde lijstgevel, schijnvoegen, ingezwenkte hoeken met voluten, diamantkoppen en een wolfsdak | 1800, gevel uit 1900               |                                                            | Wachtelstraat 21                            | 52° 0' 39" NB, 4° 42' 6" OL  | GM 0513/810 | Woonhuis met gepleisterde lijstgevel, schijnvoegen, ingezwenkte hoeken met voluten, diamantkoppen en een wolfsdak |
| Zeilmakerij/pakhuis in gebruik als woonhuis. In 1908-1909 is het pand verhoogd met een verdieping, het heeft een bakstenen tuitgevel met hardstenen afdekking, twee laaddeuren, hijsbalk en een mansardedak | 1900                               |                                                            | Wachtelstraat 22                            | 52° 0' 39" NB, 4° 42' 6" OL  | GM 0513/811 | Zeilmakerij/pakhuis in gebruik als woonhuis. In 1908-1909 is het pand verhoogd met een verdieping, het heeft een bakstenen tuitgevel met hardstenen afdekking, twee laaddeuren, hijsbalk en een mansardedak |
| Woonhuis met witgepleisterde lijstgevel met schijnvoegen, ingezwenkte hoeken en voluten, gevelopeningen met diamantkoppen, twee gootbakken met spuwgaten en een geprofileerde daklijst |                                    |                                                            | Wachtelstraat 23 & Prins Hendrikstraat 175  | 52° 0' 39" NB, 4° 42' 6" OL  | GM 0513/812 | Woonhuis met witgepleisterde lijstgevel met schijnvoegen, ingezwenkte hoeken en voluten, gevelopeningen met diamantkoppen, twee gootbakken met spuwgaten en een geprofileerde daklijst |
| Woonhuis met wit gepleisterde lijstgevel met schijnvoegen, drie muurankers, geprofileerde lijst met blokken en een plat dak. | 1900                               |                                                            | Wachtelstraat 25                            | 52° 0' 39" NB, 4° 42' 6" OL  | GM 0513/813 | Woonhuis met wit gepleisterde lijstgevel met schijnvoegen, drie muurankers, geprofileerde lijst met blokken en een plat dak. |
| Twee woonhuizen met gepleisterde ingezwenkte gevel, gespiegelde gevelindeling en zadeldaken | 1900                               |                                                            | Wachtelstraat 26-27                         | 52° 0' 38" NB, 4° 42' 6" OL  | GM 0513/814 | Twee woonhuizen met gepleisterde ingezwenkte gevel, gespiegelde gevelindeling en zadeldaken |
| Woonhuis met gepleisterde klokgevel met ingezwenkte hoeken en voluten uit 1900, een oudere kern uit 1700 of 1800 en een zadeldak | 1900                               |                                                            | Wachtelstraat 28                            | 52° 0' 38" NB, 4° 42' 6" OL  | GM 0513/815 | Woonhuis met gepleisterde klokgevel met ingezwenkte hoeken en voluten uit 1900, een oudere kern uit 1700 of 1800 en een zadeldak |
| Bedrijfsruimte met bovenwoning, oorspronkelijk een pakhuis, met gepleisterde lijstgevel met ingezwenkte hoeken en voluten en een zadeldak | 1850-1900                          |                                                            | Wachtelstraat 29                            | 52° 0' 38" NB, 4° 42' 5" OL  | GM 0513/816 | Bedrijfsruimte met bovenwoning, oorspronkelijk een pakhuis, met gepleisterde lijstgevel met ingezwenkte hoeken en voluten en een zadeldak |
| Bedrijfsruimte, voormalige deurknoppenfabriek, rode bakstenen gevel, houten goot met gootklossen, vensters met metalen roedeverdeling, zolderverdieping met laadluik en een zadeldak | 1923                               |                                                            | Warmoezierskade 1                           | 52° 1' 5" NB, 4° 43' 6" OL   | GM 0513/835 | Bedrijfsruimte, voormalige deurknoppenfabriek, rode bakstenen gevel, houten goot met gootklossen, vensters met metalen roedeverdeling, zolderverdieping met laadluik en een zadeldak |
| Arbeiderswoning in Neorenaissancestijl in rode en gele baksteen, segmentbogen met geschilderde sluitstenen, bovenlicht en bovenramen met glas in lood, geveleinde met ingezwenkte hoeken met siermetselwerk en een aanzetsteen, een rechte lijst met blokmotief, vlakken met siermetselwerk en een afdekking van rode pannen en een mansardedak | ongeveer 1903                      |                                                            | Warmoezierskade 10                          | 52° 1' 4" NB, 4° 43' 5" OL   | GM 0513/836 | Arbeiderswoning in Neorenaissancestijl in rode en gele baksteen, segmentbogen met geschilderde sluitstenen, bovenlicht en bovenramen met glas in lood, geveleinde met ingezwenkte hoeken met siermetselwerk en een aanzetsteen, een rechte lijst met blokmotief, vlakken met siermetselwerk en een afdekking van rode pannen en een mansardedak                                          |
| Middenstandswoning in Neorenaissancestijl in rode en gele baksteen, segmentbogen met aanzetstenen en een sluitsteen, boogvelden met siermetselwerk, bovenlicht met glas in lood, geveleinde met ingezwenkte hoeken, een rechte lijst met blokmotief, vlakken met siermetselwerk en afdekking van rode pannen. Rechts, een aanbouw, oorspronkelijk een stalling voor paard en wagen                                                                                         |                                    | 1910                                                       | Warmoezierskade 14                          | 52° 1' 4" NB, 4° 43' 5" OL   | GM 0513/837 | Middenstandswoning in Neorenaissancestijl in rode en gele baksteen, segmentbogen met aanzetstenen en een sluitsteen, boogvelden met siermetselwerk, bovenlicht met glas in lood, geveleinde met ingezwenkte hoeken, een rechte lijst met blokmotief, vlakken met siermetselwerk en afdekking van rode pannen. Rechts, een aanbouw, oorspronkelijk een stalling voor paard en wagen       |
| Vrijstaand woonhuis aan een sloot, in rode en gele baksteen, segmentbogen met geprofileerde sluitstenen, dubbele gele bakstenen randen, boogvelden met geglazuurde tegels, entree met portiek, houten daklijst voorzien van windveren met gesneden topgevel versiering en een mansardedak. | 1890-1910                          |                                                            | Wethouder Venteweg 44                       | 52° 1' 12" NB, 4° 43' 20" OL | GM 0513/838 | Vrijstaand woonhuis aan een sloot, in rode en gele baksteen, segmentbogen met geprofileerde sluitstenen, dubbele gele bakstenen randen, boogvelden met geglazuurde tegels, entree met portiek, houten daklijst voorzien van windveren met gesneden topgevel versiering en een mansardedak.                                                                                               |
| Vrijstaand woonhuis aan een sloot in Amsterdamse School stijl, in rode baksteen met verscheidene glas-in-loodramen, inpandig portiek met twee gemetselde plantenbakken, houten dakgoot met een vlechtmotief van witte en donker geschilderde delen en een zadeldak | 1910-1930                          |                                                            | Wethouder Venteweg 70                       | 52° 1' 16" NB, 4° 43' 19" OL | GM 0513/839 | Vrijstaand woonhuis aan een sloot in Amsterdamse School stijl, in rode baksteen met verscheidene glas-in-loodramen, inpandig portiek met twee gemetselde plantenbakken, houten dakgoot met een vlechtmotief van witte en donker geschilderde delen en een zadeldak |
| Vier woonhuizen uit rode baksteen, geknikt schilddak, met een smalle en een brede beuk, enkele bovenramen met glas in lood, uitkragende gootlijst, het schilddak begint boven de voordeur. | 1925                               |                                                            | Zoutmanstraat 35, 37, 39, 41                | 52° 0' 42" NB, 4° 43' 21" OL | GM 0513/747 | Meer afbeeldingen |
| Voormalige dubbele sluiswachterwoning in een vroege en sobere vorm van de art-nouveaustijl bij de Waaiersluis (Gouda) | 1912                               |                                                            | Zuider IJsseldijk 4 & 6                     | 52° 0' 31" NB, 4° 43' 54" OL | GM 0513/825 | Meer afbeeldingen |